# 阿瓦提镇 (阿瓦提县)
阿瓦提镇，是中华人民共和国新疆维吾尔自治区阿克苏地区阿瓦提县下辖的一个乡镇级行政单位。

## 行政区划
阿瓦提镇下辖以下地区：
友好社区、文化社区、博斯坦社区、胜利社区、努尔巴格社区、库木巴格社区、萨依巴格社区、团结村和古勒巴格村。